# Öves pereszke
Az öves pereszke vagy fűzfapereszke (Tricholoma cingulatum) a pereszkefélék családjába tartozó, Európában  elterjedt, többnyire fűzfa alatt élő, ehető gombafaj. 

## Megjelenése
Az öves pereszke kalapja 3–6 cm széles, alakja eleinte tompán kúpos, domború, majd ellaposodik. Széle sokáig begöngyölt marad, idősen kissé hullámos, szabálytalan lesz. Felszíne fiatalon finoman szálas, selymes fényű, később pikkelyes. Színe halványszürke vagy szürkésbarna, a pikkelyek az idősebb példányokon gyengén sárgulhatnak, vagy szürkésbarna árnyalatúak lesznek.
Húsa vékony, törékeny. Színe fehéres, sérülésre kissé sárgulhat. Szaga gyenge, lisztes, íze nem jellegzetes.
Közepesen sűrű lemezei a tönk előtt felkanyarodók és kis foggal tönkhöz nőttek. Színük fiatalon fehéres, később sárgásak vagy szürkésbarnásak lesznek.
Tönkje 3–6 cm magas és 0,5–1,5 cm vastag. Alakja hengeres. Színe fehéres vagy halvány barnásszürke. A fehéres, gyapjas-pelyhes, gyengén fejlett, övszerű gallér alatt felülete szálas-pikkelyes. Idősödve előbb gallérja, majd a tönk többi része is foltokban gyengén sárgulhat.
Spórapora fehér. Spórája ellipszis alakú, felülete sima, mérete 5-6 x 2,5-3,5 µm.

### Hasonló fajok
A mérgező gombák közül a bükki pereszke, párducpereszke vagy csípős pereszke hasonlíthat rá, de azoknak nincs övük. 

## Elterjedése és termőhelye
Európában honos. Magyarországon ritka. 
Nedves talajú erdőkben erdőkben, parkokban él, szinte mindig fűzfa, néha nyírfa alatt. Szeptember-októberben terem.  

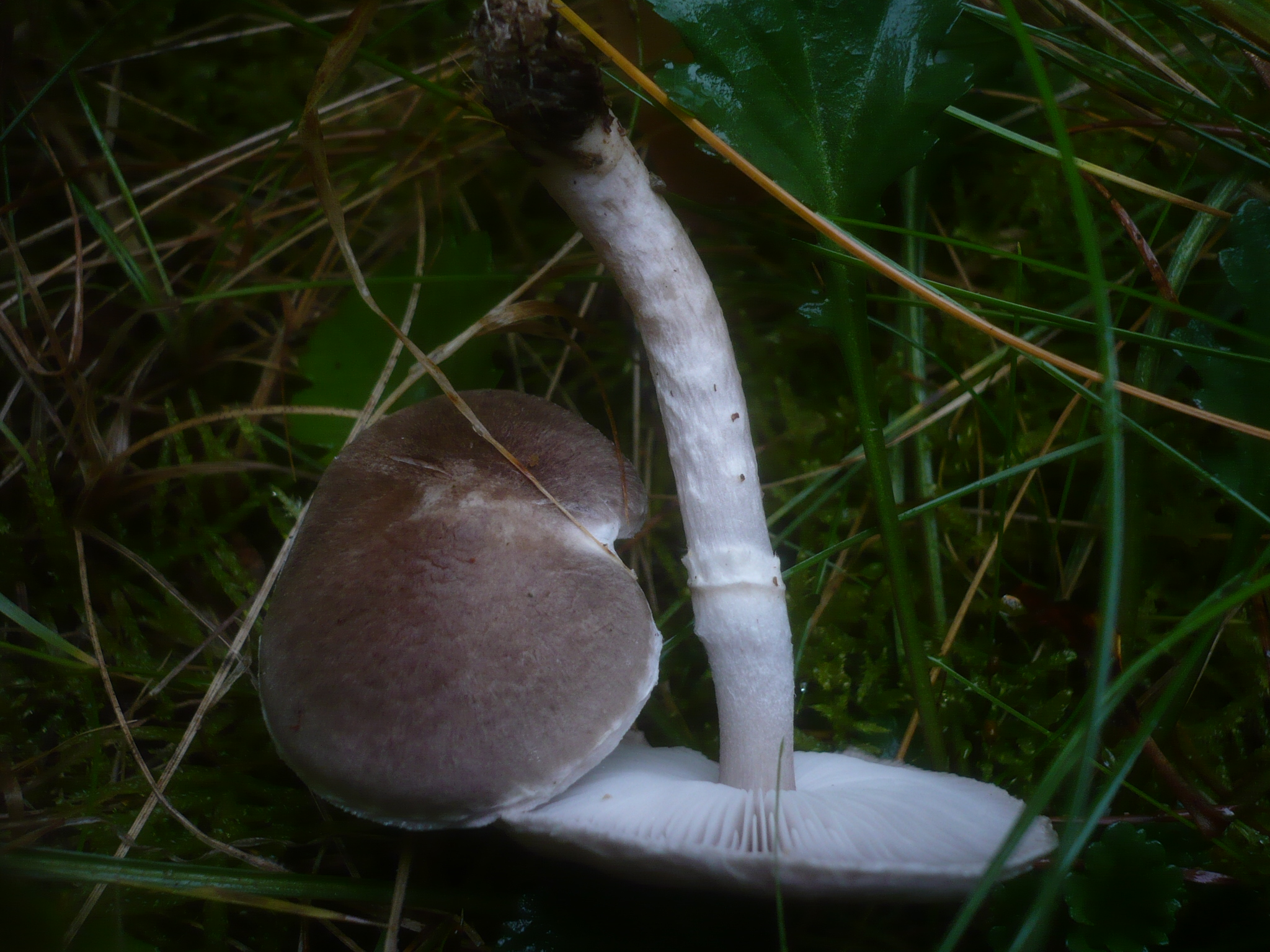
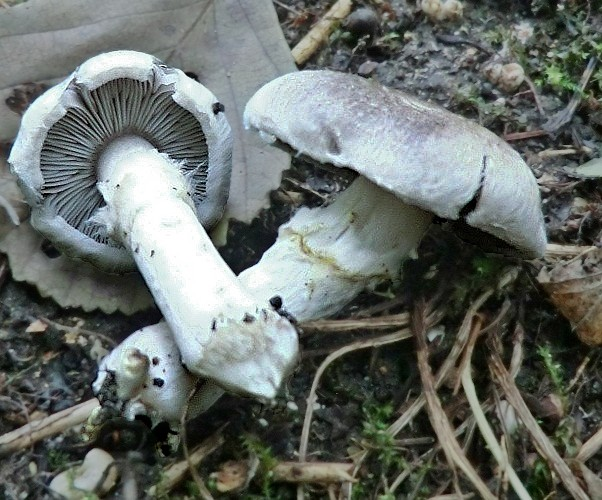
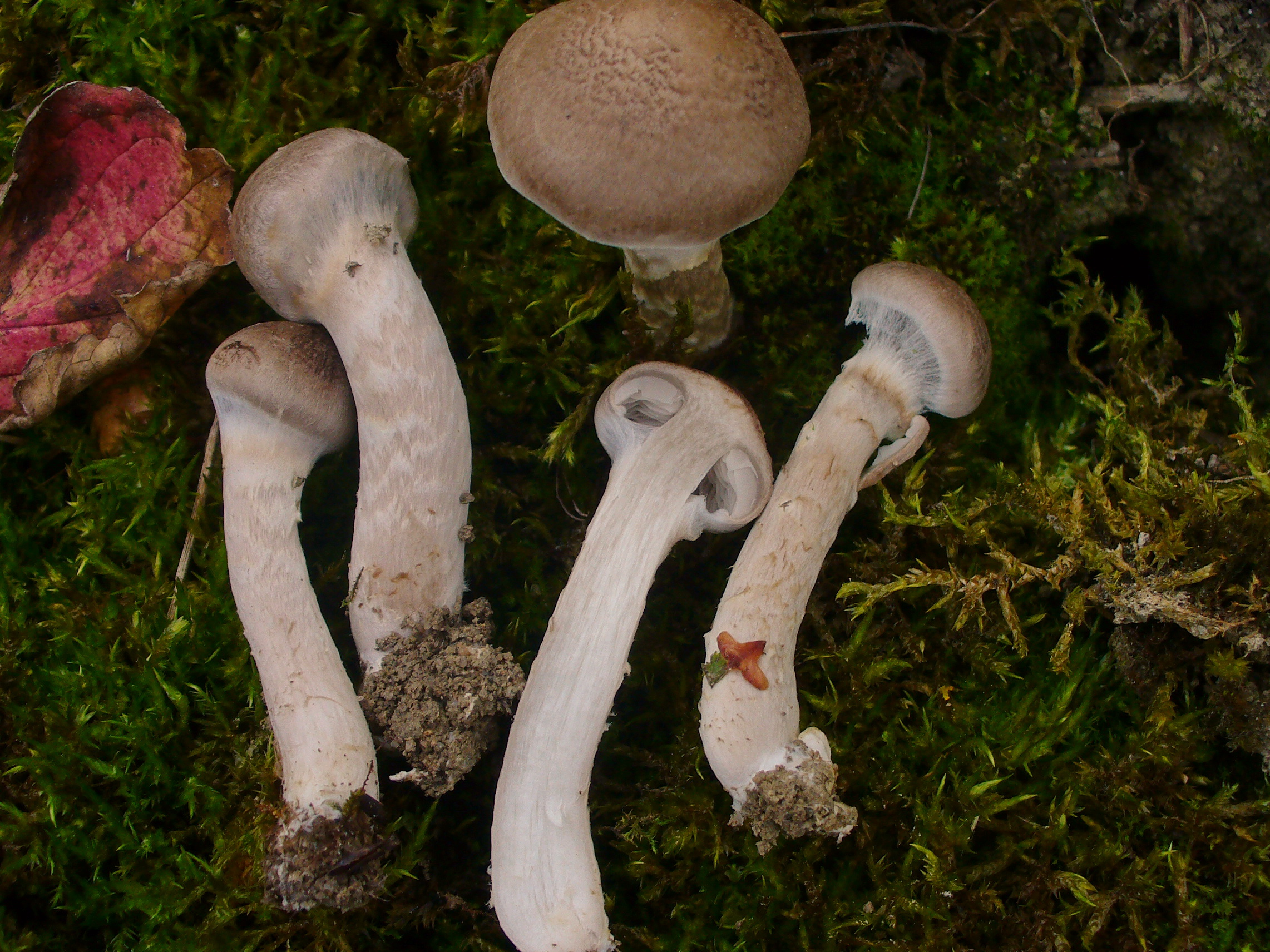
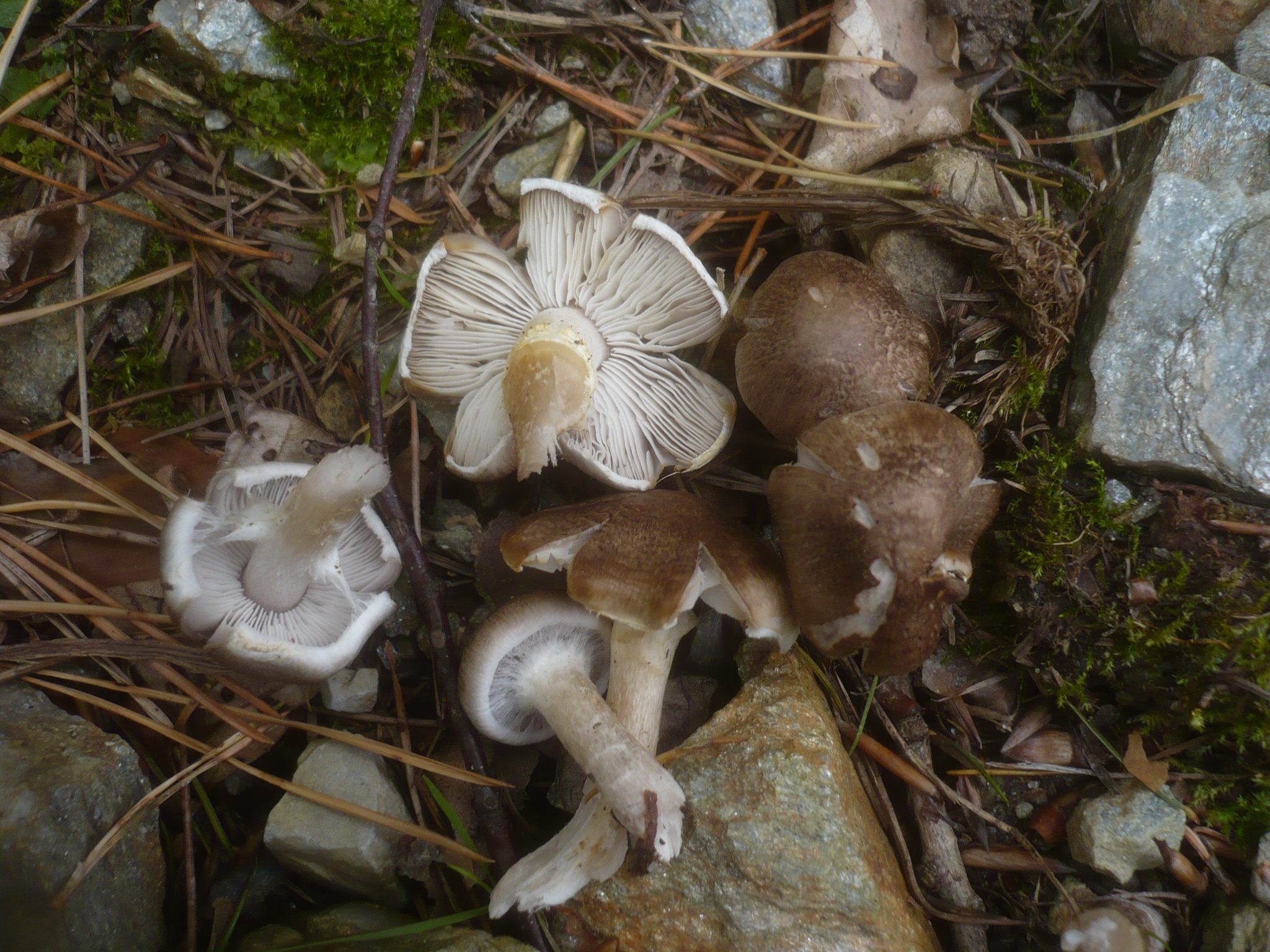

Ehető gomba. 